# Eunica erroneata
Eunica erroneata är en fjärilsart som beskrevs av Charles Oberthür 1916. Eunica erroneata ingår i släktet Eunica och familjen praktfjärilar. Inga underarter finns listade i Catalogue of Life.